# 基隆市立八斗高級中學
基隆市立八斗高級中學，簡稱八斗高中，是一所位於台灣基隆市中正區的市立完全中學。2011年8月，為方便八斗地區學生就學，基隆市立八斗國民中學改制為基隆市立八斗高級中學，為基隆市第四所完全中學。

## 校史
為方便八斗子地區的學子就學，基隆市政府於1977年成立國民中學籌備處，由時任基隆市立中正國民中學校長張春熙（後任基隆市市長）兼任籌備主任。1980年，由中正國民中學校長鄭慶宗接手兼任籌備主任。同年12月。完成學校用地法定程序。1982年5月4日，改名為基隆市立八德國民中學。1983年6月22日，再更名為基隆市立八斗國民中學。7月11日，建校工程開始動工。
同年8月1日，正式成立及招生，首任校長駱惠傑，初期借用八斗國民小學空教室上課。1985年10月24日，全校師生遷回新校址上課。當時每個年級各4班，合計學生500人，教師24人，另有幹事2人，工友2人。1992年8月，成立補校，推廣成人教育。1996年8月，成立體育資優班。1997年，興建風雨操場，並開辦營養午餐。1999年，獲教育部指定為「九年一貫試辦學校」。2000年，成立自然科學實驗班。
2010年8月，成立高中部籌備處，由當時的校長朱憲瑾兼任籌備主任。2011年8月，正式成立基隆市立八斗高級中學，成為完全中學，仍由朱憲瑾擔任校長。2012年8月，正式招收高中部學生。

## 歷任校長

### 籌備時期
- 張春熙（1977年－1981年）
- 鄭慶宗（1981年－1983年）

### 國中時期
- 駱惠傑（1983年－1991年）
- 游金男（1991年－1996年）
- 許清和（1996年－2002年）
- 吳文貴（2002年－2009年）
- 朱憲瑾（2009年－2011年）

### 高中時期
- 朱憲瑾（2011年－2014年）
- 林春雄（2014年－2017年）
- 陳嬿涵（2017年－2017年，代理）
- 黃致誠（2017年－2021）
- 許文璋（2021年－至今）

## 外部連結
- 基隆市八斗高中網站 （页面存档备份，存于）（繁體中文）
- 基隆市八斗高中Facebook （页面存档备份，存于） （繁體中文）